# Necrosis papilar renal
La necrosis papilar renal es una forma de enfermedad renal (nefropatía) que implica la necrosis del sector del riñón denominada papila renal. Las lesiones que caracterizan a la necrosis papilar renal provienen de una deficiencia del riego sanguíneo y de una posterior necrosis isquémica.

## Cuadro clínico
La necrosis papilar renal (NPR) se presenta con manifestaciones clínicas variadas: hematuria, bacteriuria, pérdida de sal, incapacidad para concentrar la orina. 

Algunos de los síntomas y signos de la NPR son:
- Dolor lumbar
- Orina turbia
- Trozos de tejido (en orina)
- Fiebre
- Micción dolorosa
- Micción frecuente
- Incontinencia urinaria

## Causas
En cuanto a la causa de la necrosis papilar renal (NPR), casi cualquier trastorno que involucre disminución del flujo sanguíneo en el capilar (isquemia), puede provocar esta muerte (necrosis) de las células papilares. 
Para recordar las causas de la necrosis papilar renal en inglés se usa el acrónimo 

«POSTCARDS»: pyelonephritis, obstruction of the urogenital tract, sickle cell disease, tuberculosis, cirrhosis of the liver, analgesia/alcohol use disorder, renal vein thrombosis, diabetes mellitus, and systemic vasculitis. Que traducido al español es: pielonefritis, obstrucción del tracto urogenital, anemia falciforme, tuberculosis, cirrosis del hígado, trastorno por consumo de analgésicos, trastorno por consumo de 
alcohol, trombosis de la vena renal, diabetes mellitus y vasculitis sistémica.

Los pacientes con necrosis papilar renal presentan a menudo numerosas trastornos (conditions en inglés) que actúan sinérgicamente para provocar la enfermedad.

Una causa frecuente de necrosis papilar renal es la nefropatía por analgésicos (AINE). La fenacetina (que se retiró del mercado en Estados Unidos) y el paracetamol (acetaminofén) presentan mayor riesgo, en comparación con la aspirina y otros AINE (Antiinflamatorio no esteroideo).

## Fisiopatología

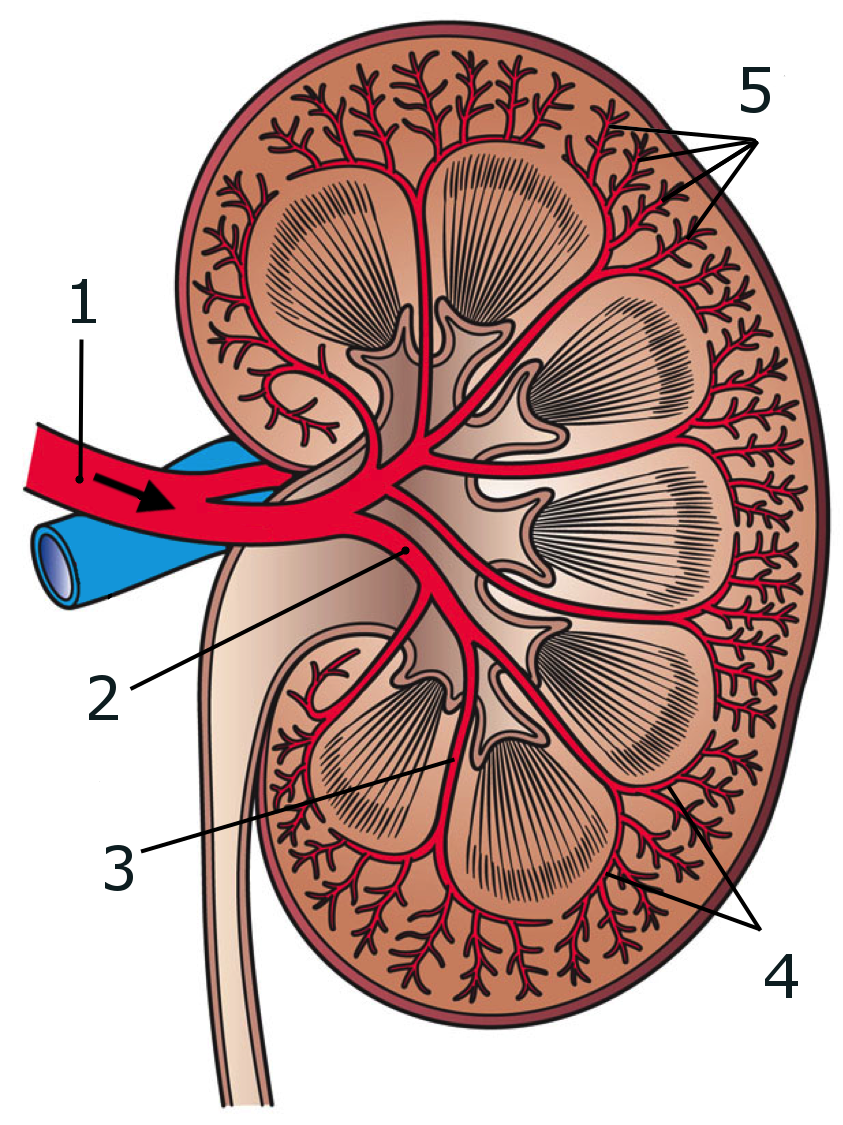
Irrigación del riñón. 3= Arteria interlobular.

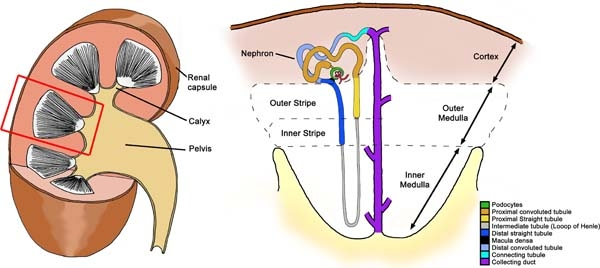
Papila

Esta afección, la necrosis papilar renal (NPR) se debe a la isquemia de las papilas renales, la porción del riñón que recolecta la orina de la nefrona. Las papilas son vulnerables a la isquemia, porque son irrigadas por arterias de pequeño calibre que se pueden obstruir. Todas las causas subyacentes de la necrosis papilar provocan una disminución del flujo a través de estas arterias, ya sea por obstrucción mecánica directa (células falciformes), obstrucción secundaria a inflamación (vasculitis) o vasoconstricción (AINE). Es más probable que se desarrolle necrosis papilar cuando están presentes múltiples de estos factores subyacentes. En última instancia, la necrosis papilar produce desprendimiento hacia el lumen y provoca hematuria. Si el grado de necrosis es considerable, puede producirse insuficiencia renal, aunque esto es poco común.

## Diagnóstico
Las personas con necrosis papilar renal debido al uso excesivo de analgésicos tienen un riesgo elevado de tumores epiteliales. Por eso, es útil un examen citológico de orina. En términos de imagen, esta condición se puede identificar mediante pielografía retrógrada. Por tanto, el diagnóstico de necrosis papilar renal se realiza mediante:
- Análisis de orina
- Cuenta de células sanguíneas
- Citología urinaria
- Imagen médica [7] [8]

## Tratamiento
No hay un tratamiento específico para la necrosis papilar renal y éste depende de la causa.

El tratamiento de la necrosis papilar renal es de apoyo, cualquier obstrucción (uretral) puede tratarse mediante la colocación de un estent. Esta condición no está relacionada con una mayor posibilidad de insuficiencia renal. El control de la infección es importante, por eso se inicia un tratamiento antimicrobiano para evitar la cirugía (si la infección no responde).

## Lectura adicional
Steinberg, Martin H.; Forget, Bernard G.; Higgs, Douglas R. (2009-08-17). Disorders of Hemoglobin: Genetics, Pathophysiology, and Clinical Management. Cambridge University Press. ISBN 9780521875196.
Stern, Adam W.; Ritchey, Jerry W.; Hall, Brittany; Ketz-Riley, Cornelia J.; Genova, Suzanne G. (2010-05-01). "Nonsteroidal Anti-Inflammatory Drug—Associated Renal Papillary Necrosis in a White-Tailed Deer (Odocoileus Virginianus)". Journal of Veterinary Diagnostic Investigation. 22 (3): 476–478. doi:10.1177/104063871002200328. ISSN 1040-6387. PMID 20453233.